# Bet-Jalla
Beit Jala (em árabe: بيت جالا; romaniz.: Beyt Jala; em hebraico: בית ג'אלא; romaniz.: Beit Jala) é uma cidade na Palestina, cerca de 10 km ao sul de Jerusalém, no lado ocidental da estrada para Hebrom, cidade vizinha de Belém. Em 2017, Beit Jala tinha 13.484 habitantes.
Nicolau de Mira — a inspiração para o Papai Noel — é o padroeiro de Beit Jala, onde a Igreja de São Nicolau foi construída sobre uma cripta onde acredita-se que ele viveu por alguns anos durante sua estadia.